# Pływalność
Pływalność obiektu (statku) jest zdolnością do utrzymywania się na powierzchni wody w położeniu równowagi (lub pod powierzchnią w przypadku okrętów podwodnych i statków półzanurzalnych).
Zachowanie pływalności, jest obok stateczności, główną składową niezatapialności statku.